# 摩尼教

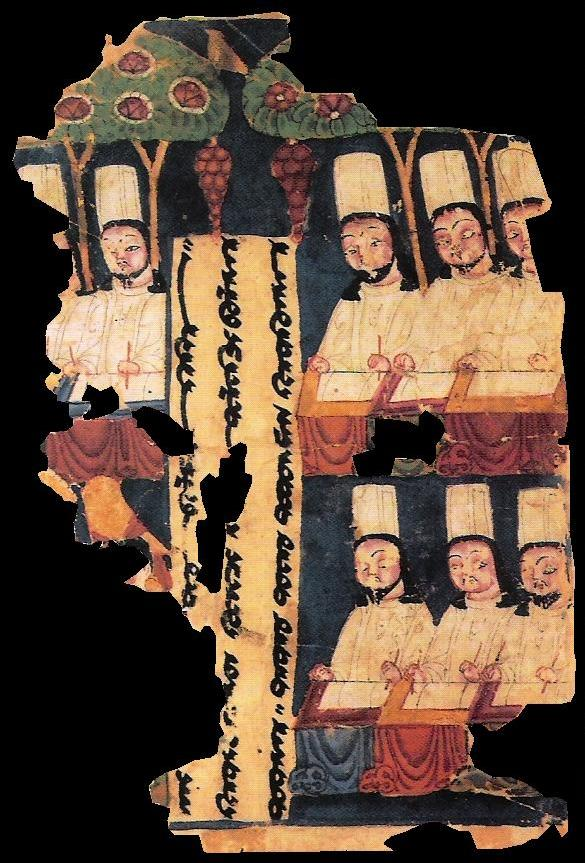
摩尼教僧侶在辦公桌上寫作。摩尼教抄本殘頁「MIK III 6368」正面，手稿來自高昌遺址。

摩尼教（英語：Manichaeism）又稱明尊教、二尊教、末尼教、牟尼教、明教，為公元3世紀中葉波斯先知摩尼所創立。這是一種將祆教（瑣羅亞斯德教）、基督教、佛教混合而成的哲學體系，屬於典型的波斯體系諾斯底二元論。摩尼教吸收了琐罗亚斯德教的善恶二元论思想、基督教的耶稣崇拜、佛教的轮回观念、马吉安主义对于旧约的否定、犹太教的天使概念、諾斯底主義的“靈知”思想，创造了二宗三際論體系。摩尼教徒將自己的宗教比喻為博大無垠的“世界之海”，而此前的各大宗教教派只是一條條的河流，最後它們都將匯入海中。
摩尼教認為，在太初時，存在著2種互相對立的世界，即光明世界與黑暗世界。初際時，光明與黑暗對峙，互不侵犯。中際時，黑暗侵入光明，二者發生大戰，人類世界因此產生。後際時，恢復到初際時相互對立的狀態，但黑暗已被永遠囚禁。物質是黑暗的產物，精神則是光明的產物，因此摩尼教否定物質世界，希望利用虔诚的信仰和嚴格的戒律獲得靈知，回歸光明世界。有學者認為摩尼教是第一個現代意義上的真正宗教，更被譽為真正世界性完美宗教的唯一代表。摩尼教在波斯本土受到信仰瑣羅亞斯德教的薩珊王朝迫害，教主摩尼被處決，聲勢下降。其後，駐錫於巴比倫的宗教中心也受到破壞，今日在波斯已经完全消失。歐洲的摩尼教因與基督教對耶稣基督的不同理解和對《舊约》的態度而被認定為異端，受到基督徒的猛攻，在10世纪後漸漸沒落。中亞地區的摩尼教勢力一度較為興盛，在魏晉南北朝傳入中國，與景教、祆教並稱為“三夷教”，并藉助回鶻勢力進行傳播，後來在會昌毀佛時遭到禁斷。宋代以後，成為體系的摩尼教組織基本消失，或者混入佛教，甚至連教主「牟尼」的塑像都被視爲「釋迦牟尼」。唯一尚存的是本土化的摩尼教“明教”。

## 歷史

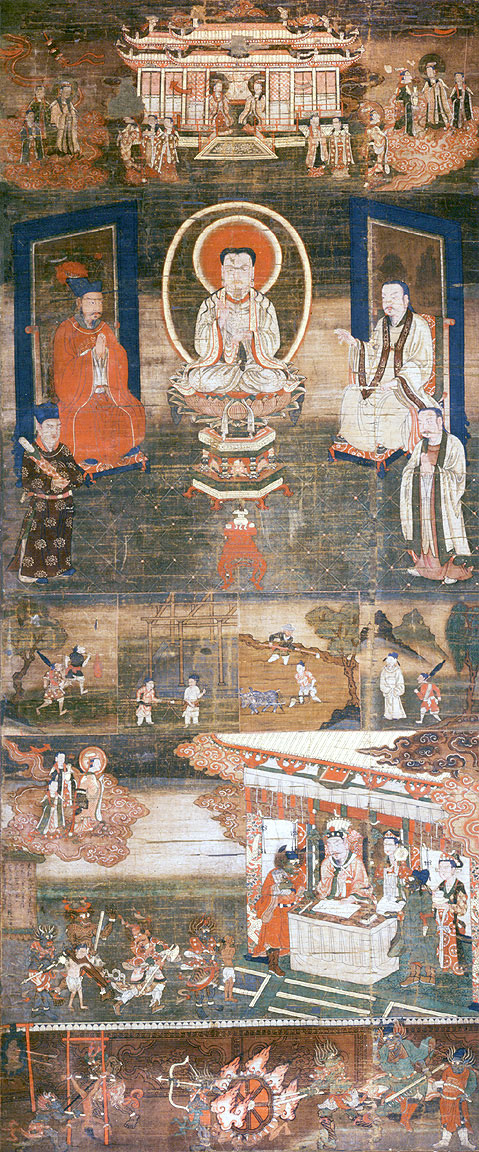
元朝絹畫《冥王聖幀》，描繪了摩尼教的救贖論，圖中坐於蓮臺上的即是摩尼。

摩尼最初受家庭影響，是猶太化的基督教異端厄勒克塞派（净洗派）信徒。在他十二歲時，自稱受到了天使的第一次啟示，其思想開始與厄勒克塞派產生分歧。二十四歲時，受到了天使的第二次啟示，開始奉神的旨意傳播福音，脫離教團，自行創立摩尼教。摩尼一开始就确定了自己创立世界性宗教的主张。“我已选择的宗教要比以往的任何宗教胜过十倍。其一，以往的宗教局限于一个国家和一种语言，而我的宗教则不同，它将流行于每个国家，采用所有的语言，传播至天涯海角。其二，以往的宗教只有当其有纯洁的领袖时才得以存在，一旦领袖去世，他们的宗教就将陷入混乱，戒律和经典都遭到忽视。但我的宗教却由于有活的经典，有主教、传教士、选民和听者，有智慧和著作，将会存在到永远……”“在西方建立教会的，就到不了东方；在东方建立教会的，就没有到西方。而我则希望既到西方，又到东方。东西方都将听到我的使者用各种语言发出的声音，我的使者将在所有的城市中宣明自己的教义……我的教会将遍布所有的城市，我的福音将传遍每个国家。”

### 中亚和西亚
摩尼在与净洗派决裂后，与他的两个追随者以及他的父亲前往泰西封，之后又转向东北方向到达冈萨克，在那里他施行神迹治病，得到了当地人的追随，当地国王也接受了摩尼的学说。此后他又来到两河流域的法拉特港，在那里与净洗派辩论、传教，并从此出发前往印度河流域的古印度西北(今巴基斯坦)。
摩尼到达了杜兰（今俾路支斯坦地区），拜访了当地国王。摩尼显现神迹，使一位义人升上空中，并给予了国王洞察力和智慧，向他阐释教义。国王和贵族都接受了摩尼教，并把摩尼视为佛陀。在印度次大陆时，他可能吸收了佛教关于轮回的思想，以及佛教对信徒的组织形式。当摩尼回到波斯后，又派跋帝和弟子约翰到印度河三角洲继续传教，摩尼教教团在印度得到建立。
另一方面，摩尼又派弟子末阿莫向东方传教。末阿莫精通帕提亚语，并与帕提亚贵族熟悉。以末阿莫为首、包含帕提亚王子等人的传教使团到达了贵霜边境、以及木鹿地区，使得当地的许多国王和贵族皈依了摩尼教，并在当地留下了规模庞大的中亚教团。
萨珊王朝的国王沙普尔一世的兄弟卑路斯将摩尼引荐给了他。沙普尔一世对摩尼的宗教思想很有兴趣，对其主张大为赞赏，给予摩尼教徒充分的传教、活动的自由。沙普尔一世曾经多次请摩尼伴随他参与同罗马帝国的战役。沙普尔一世极为看重摩尼的思想，以至于使徒们曾经开玩笑说：“请给我们两个摩尼，一个和使徒们在一起，另一个和沙普尔王在一起。”为了使沙普尔一世方便理解摩尼教思想，摩尼特地用中古波斯文写成概括教义的《沙卜拉干》一书进献给他。
沙普尔一世去世后，摩尼同样得到了继承者奥尔密兹德的庇护。然而奥尔密兹德的统治只持续了一年，继任者巴赫拉姆一世是虔诚的琐罗亚斯德教信徒。他在琐罗亚斯德教大祭司科提尔的影响下，不再实行宗教宽容政策。273年，摩尼打算前往贵霜地区，但受到阻拦，颇为沮丧地回到米希尼，登船前往泰西封。路上，摩尼对信徒作出了自己将会不久于人世的预言。次年，摩尼受到巴赫拉姆一世的传唤，命令他前往贝拉斐的朝廷。1月21日，摩尼来到贝拉斐，在城门口引起了琐罗亚斯德教祭司们的骚动。他们向大祭司科提尔控诉摩尼，科提尔又转告给国王。巴赫拉姆一世对摩尼的思想极为反感，虽然摩尼向他作出自我辩护，但巴赫拉姆一世将其完全无视，并将摩尼投入狱中。
摩尼在狱中口授了“最后的书信”，通过末阿莫之手向教会做了指示，并作出最后的告别。274年，摩尼因其对于琐罗亚斯德教的异端思想而被下令处死。又因他自称是耶稣的使徒，巴赫拉姆一世决定将他钉死在十字架上。其尸身被剥皮、塞以干草，悬挂在贡德沙普尔城的城门口，用以警示摩尼教徒。摩尼死后，其信徒们也遭到残酷迫害。摩尼教由于在波斯帝国内被禁断，其力量逐渐汇聚到乌浒水流域。萨秣建和赭时成为摩尼教东传的重要基地。摩尼被处死后，其信徒有五年时间没有领袖，其后末思信继任成为摩尼教驻美索不达米亚的法主，直到十年后在巴赫拉姆二世的迫害下殉道。
虽然摩尼教教廷圣座在萨珊王朝时期一直驻泰西封，但摩尼教的主要力量则在阿姆河以北的中亚地区。6世纪，由使徒末阿莫创建的中亚教团奉撒特-奥尔密兹德（Sād Ōhrmizd）为首领，与巴比伦教廷分庭抗礼，以电那勿派的名称独立，这种分裂要到7世纪末法主米尔（Mihr）统治时期才结束。阿拔斯王朝时期，大量的摩尼教文献从中古波斯语被翻译成阿拉伯语。然而，摩尼的学说对伊斯蘭教徒似乎有一种独特的魅力，引起了阿拔斯王朝统治者的警觉。783年，在哈里发麦海迪的命令下，巴格达成立了针对二神教的宗教裁判所，利用极为残酷的手段消灭摩尼教徒。这一做法在哈里发穆格台迪尔统治时期得到延续，大量摩尼教徒逃亡呼罗珊。呼罗珊萨曼王朝的君主纳速尔二世想要杀掉他们，但在高昌回鹘的压力下不得不停止。11世纪之后，中亚地区摩尼教的活动渐趋减少，而为伊斯兰教所替代。

### 欧洲和北非
摩尼在世时，摩尼教已经传入约旦，摩尼也曾派弟子向巴勒斯坦、叙利亚和埃及等地传教。摩尼死后，有大量信徒逃亡到罗马帝国境内，摩尼教思想得到进一步传播。3世纪，埃及亚历山大里亚的基督教主教曾经写信告诫基督徒不要被摩尼教所迷惑。4-5世纪，埃及成为了摩尼教西传的重要中心。以此为基础，摩尼教迅速沿地中海沿岸传至罗马帝国在北非和西班牙领土，从叙利亚传至小亚细亚，再传至希腊、亚得里亚海、意大利和高卢。此时摩尼教不但被基督教视为竞争对手而加以打压，更受到罗马帝国打击。罗马皇帝戴克里先对这种从敌国波斯传来的宗教产生警觉，怀疑摩尼教的渗入可能有波斯的推动。因此，戴克里先下诏命令非洲总督镇压摩尼教，焚烧书籍，抄家，信徒被火刑或是处以强制苦役。
因摩尼教教义也奉耶稣為聖，因此罗马帝国官员不能清楚地区分摩尼教和基督教。君士坦丁于313年颁布米兰敕令，承认基督教为合法宗教，摩尼教在这一时期也得到宽容而有所发展。基督教教父圣奥古斯丁早年是摩尼教信徒，曾经信仰摩尼教達九年之久。这段期间他一面过着污秽的世俗生活，一面希望摩尼教选民能为自己净化这些罪恶。摩尼教对于善恶的解释吸引了他，同时中具凝聚力的教会中亲密氛围也受他喜爱。然而，漸漸他对摩尼教教义有所怀疑，因为摩尼教教义中大量关于宇宙论的神话并不符合当时的科学知识。奥古斯丁企图与摩尼教主教福斯图斯深入探讨教义，但并未得到满意答案。383年，奥古斯丁前往罗马教书，於是他对摩尼教教义更产生疑惑。他不相信摩尼教的宇宙起源论，认为上帝不可能创造恶，因此无法解决恶的起源问题，同时也无力反驳摩尼教徒对圣经提出的批评。次年，奥古斯丁聆听了米兰主教安波罗修的讲道後，对天主教产生好感。386年，奥古斯丁改宗基督教并于次年领受洗礼，395年升任希波主教。从此他猛烈攻击教内其他宗派以及摩尼教，成为基督宗教学术界核心人物。他将摩尼教视为基督宗教极为危险的大敌，大事抨擊，先后写出数篇文章攻击摩尼教信仰，甚至根据传言污蔑摩尼教用精液制作圣餐。
因罗马的摩尼教徒颇为活跃，历代教宗都以打击摩尼教为己任。教宗良一世继位不久后就宣称自己得到报告，摩尼教徒在罗马举行淫乱仪式，需要进行全面调查。443年，天主教教会领袖和罗马元老院组织了一个委员会，传唤摩尼教徒。在严刑拷打逼问下，摩尼教徒被迫承认一个摩尼教主教曾经安排一名男青年和幼女进行群交的性交仪式。在此情况下，罗马皇帝于445年发布诏书，对这次调查进行赞扬。诏书命令逮捕摩尼教徒，惩处渎神者，與及追随摩尼教被认为是一种社会罪行。良一世敦促信徒揭发检举身边的摩尼教徒，因为告发这些敌基督不仅是一种虔诚的行为，而且是最后审判时的功德。要注意那些在领圣餐时不饮酒的人，因为摩尼教徒严守戒律。良一世找出了许多隐藏的摩尼教徒，烧毁书籍，没收财产，强迫其忏悔，并逼他们互相检举。罗马帝国东部的基督教教士根据这些情报迫害摩尼教徒，与良一世相呼应。
527年，查士丁尼一世继位标志着严厉迫害异端与异教的开始。他下诏禁止摩尼教徒出现在任何地方，因为这样会玷污所有与他们接触的东西。如果他们与他人在一起时被抓住，则会被就地正法。为了確立宗教迫害的為合理，在帝国官员主持下一场摩尼教徒与基督教神学家的辩论在这一年举行。摩尼教领袖带着腳镣手铐参加了辩论。这场辩论举行了三次，双方都展示了极高的哲学思想，互相之间不能说服。然而君王把這辯論當成作秀，无视了摩尼教的抗争，大量摩尼教徒被处以死刑。
此后，摩尼教徒的活动在帝国内部渐趋消失，摩尼教在西方不复存在。摩尼教一词渐渐演变为基督教内部攻击异己的代名词，基督教神学家只要指责对手有摩尼教思想，便足以致其于死地。5世纪产生的亚美尼亚保罗派持二元论观点，盛行于西亚，9世纪末遭到东罗马帝国女皇狄奥多拉的镇压，10世纪在保加利亚得到发展。10-15世纪间，鲍格米勒派受保罗派影响，同样持二元论观点，反对教会剥削。这一教派继续受到教会迫害，思想为法国的阿尔比派所延续。阿尔比派认为宇宙间有善恶二神，善神创造灵魂，恶神创造肉身，生存目的在于解脱灵魂。他们否认基督是神，否認基督是神之子，否认三位一体，并认为教宗是魔鬼的代言人。1209年，教宗依诺增爵三世组织十字军镇压阿尔比派。法国北部的骑士为掠夺南部财富亦相应教宗号召。这场战争持续四年，阿尔比派被镇压，法国南部遭到很大破坏。1245年蒙茨格尔城堡的陷落标志着阿尔比派的终结，信徒全部殉教身亡。这些教派的二元论观点有类似摩尼教之处，均被天主教方面指责为摩尼教异端。

## 神學思想

### 二宗三际论

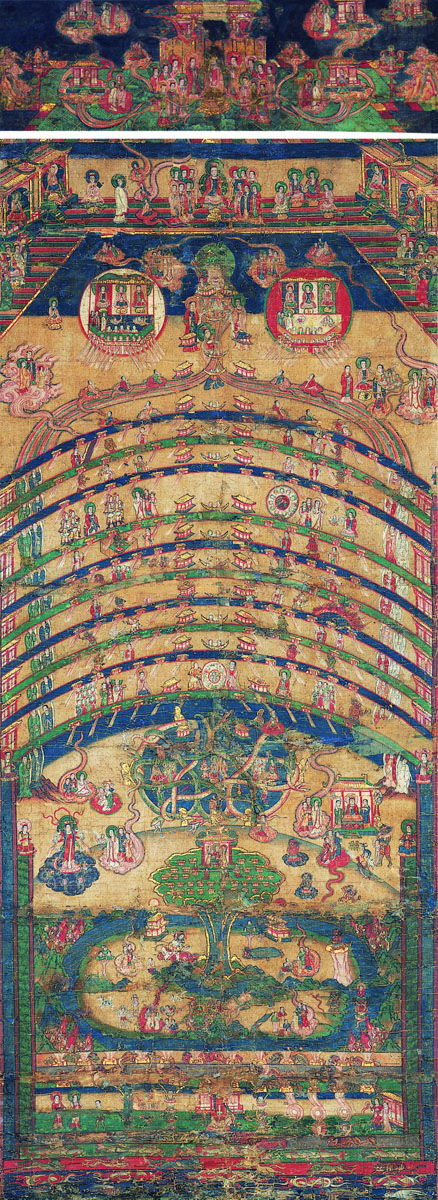
天國與塵世，元朝畫作《宇宙圖》描繪摩尼教的宇宙論。

摩尼教主張“二宗三際論”，即空間上對立的光明、黑暗二宗，和時間上延續的過去、現在、未來（初際、中際、后際）三際。

#### 初際
初際時期，光明與黑暗分居兩界，分別由明界之主明尊察宛和暗界之主貪魔統治。明界充滿光明、善良和潔淨，是一切光明的源泉所在。明尊具有相、心、念、思、意等五種國土，與光明、力量、智慧四位一體。暗界則充滿黑暗、罪惡和混亂，是以魔王为首的五類魔的居所。

#### 中際

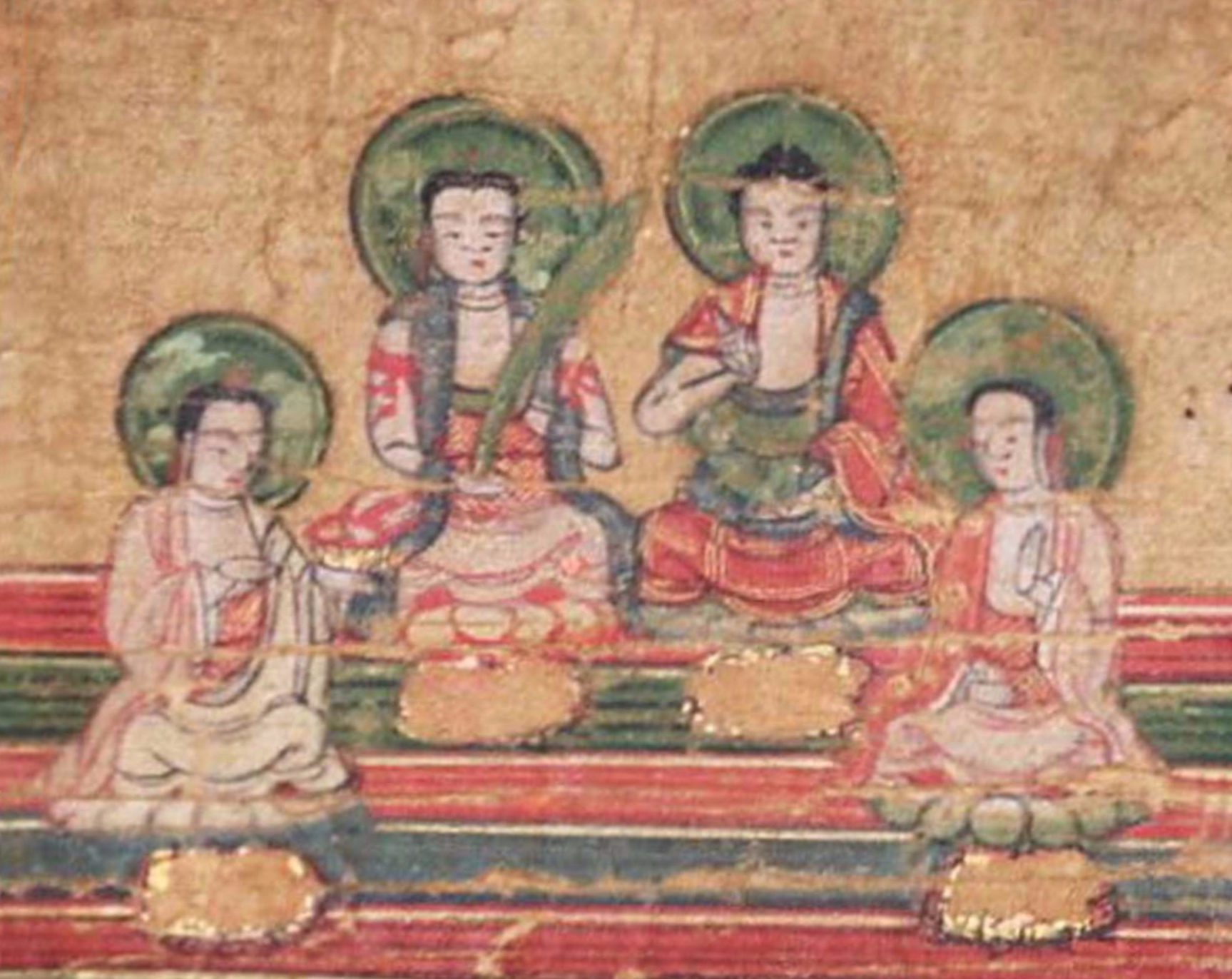
摩尼教四大先知，從左到右：摩尼、瑣羅亞斯德、釋迦牟尼以及耶穌。取自《摩尼教宇宙圖》細部。

初際後期，暗界之王率其眾魔來到明界附近，垂涎於明界之美妙，遂帶領其眷屬對明界進行攻擊。這段明暗相互鬥爭、融合的時期，即為中際。明尊因其“至善”的属性所限制，不能直接反击魔王。“神没有任何的恶可以用于惩戒物质。在神的居所没有任何罪恶的存在。他没有燃烧的火焰可以发出闪电雷鸣，没有令人窒息的水可以造成洪水泛滥，没有锋利的铁制成的任何武器。他所拥有的一切，都是光明而荣耀的本质，即使是邪恶者他也无法对其伤害。”于是明尊從自身進行三次召喚，喚出眾神用以抵禦魔王入侵。明尊第一次喚出「善母」，即生命之母，是一切正直者和生命的母親。善母又召喚出「先意」，即最初之人，戰爭化身。先意又召喚出其五個兒子「五明子」，光明的五大元素：妙風、明力、清凈氣、妙水、妙火。五明子化身為先意的武器與甲胄，同先意進入黑暗世界，與眾魔作戰。先意奮勇作戰，然勢單力薄，五明子被眾魔吞噬，自己失去知覺，昏睡戰場。暗魔吞噬五明子後，其欲望暫時得到滿足，暫停入侵。被吞噬的五明子遭到囚禁與折磨，被強行與暗界五元素相混合；氣與毒，風與西蒙，光與暗，火與煙，水與雲。混合之中，五明子忘記了自己的神性。先意在地獄蘇醒後，向其母善母求救，善母則向明尊求助。明尊作了第二次召喚：明尊召喚出明友（光明之友，樂明佛），明友召喚出大般（建築者，造相佛），大般召喚出凈風（生命之靈），凈風召喚出其五個兒子（五妙身）。他從理性造出光輝衛士（持世明使），從才思造出榮耀之王（催光明使），從智慧造出光明的阿達姆斯（降魔勝使），從思想造出尊貴之王（十天大王），從理解造出持地者（地藏明使）。凈風及其五子在地獄邊際呼喚，先意則在地獄深處應答；呼喚與應答便成為兩位神明（說應、喚聽），分別為凈風和先意的第六子。凈風和善母深入地獄，凈風伸出右手將先意拉出黑暗深淵，三者回歸明界。凈風隨後擊敗了剩余邪靈，以其靈魂造出十天八地，以最純凈的光明力量造出日月。然而，五明子仍然被邪靈所束縛，不得解脫。為了解救剩余的光明力量，明尊進行了第三次召喚。他召喚出了第三使（日光佛），第三使又召喚出光明童女（電光佛）。二位使者在惡魔面前顯示出端嚴法相，使暗魔將被吞噬的光明力量排出。暗魔排出的污穢墜落世界，變成了各類生命。見此情景，黑暗之王命令一對暗魔吞噬被排出的污穢，再進行交配，以求重新俘虜光明力量。兩只暗魔交配的產物，即是亞當和夏娃，形貌類似第三使和光明童女。在亞當和夏娃的人類後代中，由黑暗物質組成的肉體，禁錮著由光明力量形成的靈魂。明尊再召喚出其子光明耶穌，光明耶穌讓亞當吃了生命樹的果子，給予亞當智慧的啟示（諾斯底）。亞當雖然得到了啟示，但仍然被夏娃诱惑生下了子嗣，光明繼續被囚禁。凈風明使創造了日月明船和光耀柱（盧舍那）作為接引靈魂的工具。慧明圣使承担了拯救人类的工作，他先化身为人类中的历代杰出人物，如塞特、挪亚、亚伯拉罕、闪、以诺等人，然后是宗教的创立者瑣羅亞斯德、佛陀和耶穌。其最後的、最完美的化身就是摩尼。摩尼将会统一历代使者的教义，传播最终的真理，即摩尼教。摩尼本人也被称为“封印先知”。

#### 後際
在摩尼教得到廣泛信仰後，後際也隨之到來。大地上充满罪恶和堕落，因为大部分的光明已经被明界接引走了。这时，光明耶穌將再次降臨世界，成為最終的審判者，將正義與罪惡，光明與黑暗完全的分開。支撐世界的光耀柱和凈風之子將會離開，天地崩潰，爆發出一場持續1468年的大火。凈風收集所有遺落的光明，以最後的相貌（本相貌）回歸新天地。新乐园被明界所融合，明界取得完全的勝利。所有人將在明界獲得永遠的解脫，黑暗世界被巨石封死，将恶魔永远束缚在其中。

### 摩尼教与基督教的关系

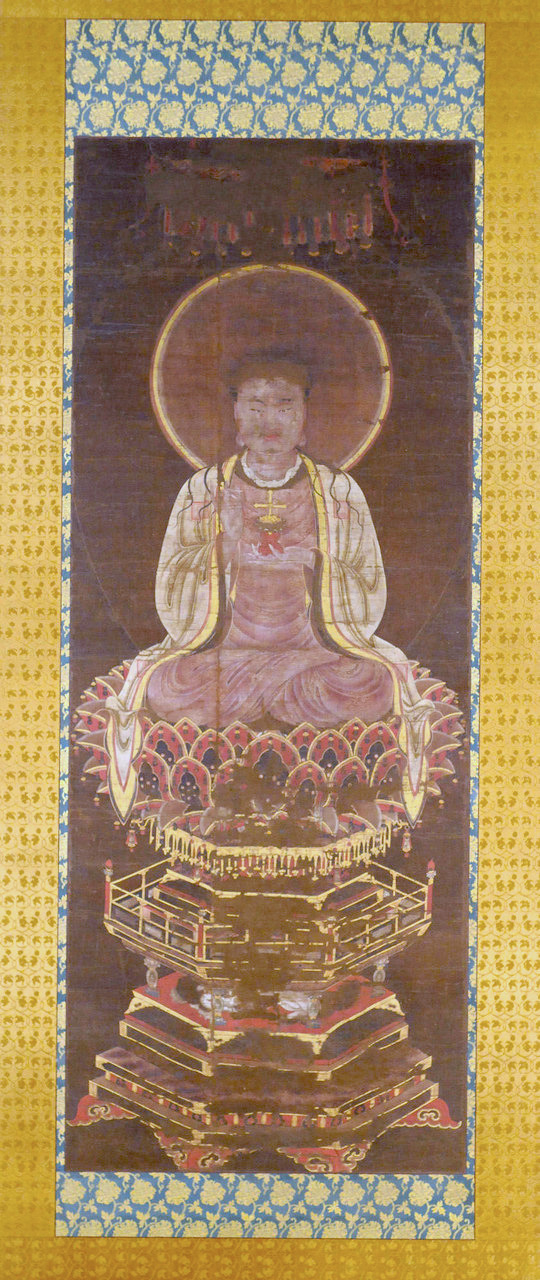
南宋《夷數佛幀》：「夷數」即摩尼教對耶穌的翻譯，圖中作為摩尼教先知的耶穌手持紅色蓮花臺，其上安置金色光明十字架。

摩尼的思想很大程度上受到了2世纪基督教异端马克安派的影响。马克安认为旧约的上帝以严酷的律法统治世界，他是“公义”的，但没有仁慈和善良。他的创造物也是如此。在他之上，是一位至善的、不为人所知的神。这位彼岸的神出自于仁慈的爱，派遣他的儿子耶稣来到这个世界拯救人类。马克安支持幻影說，耶稣的身体是神进入人世而制造出的幻影，但也确实承受了十字架上的死亡。因此，马克安反对旧约，只挑选了10封保罗书信和路加福音作为圣经。他认为耶稣的思想被犹太使徒败坏，基督教思想被犹太教所渗入，只有保罗才是继承耶稣基督精神的唯一使徒。在他的思想刺激下，教廷被迫组织人手编撰新约“正典”。马克安自己的教会并未流传很久，但其思想在基督教异端史上影响重大。
摩尼接受了马克安的思想，并且将其深化和扩展。摩尼教持绝对二元论思想，对立程度比基督教二元论异端更为激进。摩尼教认为耶稣是其最高神明尊察宛的儿子，而非旧约上帝神之子。“自是明尊怜愍子，复是明性能救父”，因此，摩尼教对于三位一体的理解也与基督教不同。摩尼教认为明尊察宛、光明耶稣和大诺斯三位一体，耶稣自身又有三个位格，即光明耶稣、弥赛亚耶稣和受难耶稣。光明耶稣居于明界，他最先给予人类启示，同时也是最后的审判者。光明耶稣和大诺斯（慧明）共同发出弥赛亚耶稣，也就是世人所见的拿撒勒人耶稣。耶稣的降临并非道成肉身，而是一个幻影。因此，摩尼教认为耶稣只有神性而无人性（基督一性论）。在耶稣被钉上十字架时，天地震动，受难耶稣的位格显现出来。受难耶稣将救赎赋予万物。耶稣的力量位于太阳，智慧位于月亮，本质位于光耀柱（光明十字架）。慧明圣使大诺斯，即摩尼，是圣灵化身、智慧之源泉，是最后和最完美的使者。
雖然摩尼教徒把瑣羅亞斯德教的思想納入自己的宗教，也不斷吸收佛教的概念，但他們認為自己才是眞正的基督徒。他們借用《舊約·詩篇》和《新約》的某些內容，尤其是保羅書信。此外，他們還閱讀、傳抄基督教的外典文獻。

### 摩尼教与祆教的关系
摩尼教的教义基础二宗三际论受到了祆教善恶二元论的深刻影响。摩尼教最高神明尊察宛，波斯语意为“时间”，引申为“永恒时间之神”。祆教察宛派为了解决善恶二神为兄弟的问题，提出察宛神作为二神之上的至高神，这一神名被摩尼教所借用。摩尼教认为祆教的至高神阿胡拉·玛兹达就是明尊第一次召唤出的战争之神先意。

### 摩尼教与佛教的关系

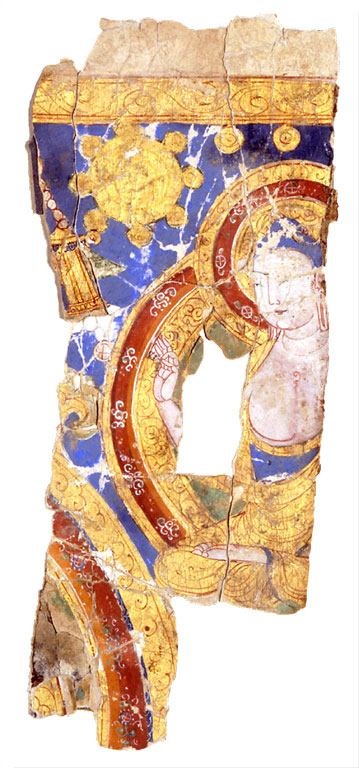
作為摩尼教先知之一的佛陀，來自高昌地區的摩尼教彩繪圖卷，公元10世紀。

摩尼教的轮回观念可能是受了佛教的影响。但与佛教的六道轮回不同的是，摩尼教认为轮回的概念只包括人类。摩尼教认为佛陀也是慧明圣使的化身之一。在中亚、印度传播时，信徒把摩尼当做弥勒佛化身。唐代文献《摩尼光佛教法仪略》更是宣扬摩尼、老子、佛陀的三圣同一论：“则老君托孕，太阳流其晶；释迦受胎，日轮叶其象。资灵本本，三圣亦何殊？成性存存，一贯皆悟道。”摩尼教在中国传播时也曾借用佛教名词，称教主为“摩尼光佛”，把众神都翻译为“佛”，又把光耀柱翻译成“卢舍那法身”，取其光明遍照、任持世界之意，因而被佛教判定为附佛外道加以攻击。

## 組織、经典和戒律

### 组织
摩尼教的組織分為專職的「阿羅緩」與在家的「耨沙喭」，「阿羅緩」漢語也依波斯語音譯為「電那勿」。
阿羅緩包括下列成員：
- 閻默（法主）（古敘利亞語：（Kahna；相應於希伯來文Cohen「祭司」)）：摩尼的繼任者，教主。
- 12位慕闍（承法教道者）（古敘利亞語：（Shliha；相應於敘利亞文別西大聖經的「門徒」）
- 72位薩波塞（侍法者）（漢語也依波斯語音譯為「拂多誕」；古敘利亞語：（Aphsquph；相應於基督教的「主教」）
- 360位默奚悉德（法堂主）（古敘利亞語：（wikt:en:ܩܫܝܫܐ，即基督教「教父」）
- 数量不定的神父、修士（选民）。

一般的信徒稱為「耨沙喭」（听者）。

### 经典
摩尼极为重视宗教经典在传教过程中的作用。因此，他为了使自己用叙利亚文写的著作方便伊朗信徒阅读而创制了摩尼字母。同时，为了保证其离世后宗教思想仍能统一，他亲自写定了七部经典著作。为了方便文盲理解教义，还画了《大二宗图》。所谓“感四圣以为威力，腾七部以作舟航”。
目前摩尼教被发现的中文文献有在敦煌发现的唐代《摩尼光佛教法儀略》、《下部讚》和《摩尼教殘經》，近年则有反映明清明教形态、保留部分唐代经典传承的霞浦文书发现。
| 希腊文/亚兰文/中古波斯文音译 | 唐代意译         | 现代直译                   |
| ---------------------------- | ---------------- | -------------------------- |
| 大应轮部                     | 彻尽万法根源智经 | 生命福音/大福音书/摩尼福音 |
| 寻提贺部                     | 净命宝藏经       | 生命之宝藏                 |
| 泥万部                       | 律藏经/药藏经    | 书信集                     |
| 阿罗瓒部                     | 秘密法藏经       | 秘密经                     |
| 钵迦摩帝夜部                   | 证明过去教经     | 传奇                       |
| 俱缓部                       | 大力士经         | 巨人书                     |
| 阿拂向胤部                   | 赞愿经           | 诗篇和祈祷文               |
| 大门荷翼图                   | 大二宗图         | 图集/圖經                  |

### 戒律
五净戒：
- 真实：禁止任何谎言、服从真理、传播摩尼教并接受教会权威。
- 不害（手印）：禁止从事任何伤害光明的工作，不能伤害光明的五大元素，不能从事耕田、采集、收获等伤害动植物的事情。
- 贞洁（心印）：完全禁欲，不得有男女之事，禁止做任何直接或者间接有利于生物繁殖的事情。
- 净口（口印）：禁止吃肉类、发酵饮料和乳制品，只吃素菜和水果，以瓜类食物为上选。不得诽谤他人，不得亵渎、发誓和作伪证。
- 安贫：不得积蓄私产，不得购置任何物品，过完全清贫的生活。

十戒：
- 第一戒（归全身的一戒）：戒偶像崇拜。不得崇拜暗魔，不得相信任何关于神的不实之词。
- 第二戒（口印一）：不出恶言，不得亵渎神灵，不得说谎、作伪证、诽谤，为无辜者辩护。
- 第三戒（口印二）：不食不洁之物，不能吃肉、喝发酵的饮料。
- 第四戒（口印三）：不得说对先知不敬的话。
- 第五戒（心印一）：忠实于自己的配偶，在斋戒之日禁止性行为，不得通奸、多配偶。
- 第六戒（心印二）：帮助受贪魔折磨者脱离苦难，远离贪欲。
- 第七戒（心印三）：不得相信假先知。
- 第八戒（手印一）：禁止用手伤害、威胁、殴打、折磨、杀害所有的生命。
- 第九戒（手印二）：禁止偷盗。
- 第十戒（手印三）：禁止任何巫术，包括咒语、符水、符咒。[20]

七印：
- 敬爱明尊
- 相信日月中包含的伟大光明
- 崇敬万物中包含的五明要素
- 确认先知的神圣职责
- 口印
- 心印
- 手印

其中，五净戒针对出家修士，十戒针对在家听者，七印无论选民或是听者都要共同遵守。

## 傳入中國之經過

### 唐朝
唐高宗和武则天時期，摩尼教逐漸在安西都护府傳播。武周时期，摩尼教初步传入中国。《佛祖统纪》载“延载元年……敕波斯国人拂多诞（西海大秦国人）持二宗经伪教来朝。”这是中国历史上关于摩尼教传入的最早的明确记录。摩尼教初传中国，即与佛教产生冲突。何乔远《闽书》载“慕阇当高宗朝行教中国。至武则天时，慕阇高弟密乌没斯拂多诞复入见，群僧妒谮，互相击难。则天悦其说，留使课经。”摩尼教中的女性地位甚高，武则天可能因此对摩尼教思想产生兴趣，并利用摩尼教为自身称帝提供理论依据。唐玄宗开元七年（719年），吐火罗国王将一位摩尼教慕阇引荐给唐朝。《册府元龟》载“吐火罗支那汗王帝赊上表献解天文大慕阇。其人智慧幽深，问无不知。伏乞天恩唤取慕阇，亲问臣等事意及诸教法，知其人有如此之艺能，望请令其供奉，并置一法堂，依本教供养。”
开元十九年（731年），朝野对武后优待摩尼教的政策产生异议，玄宗为此下诏命摩尼教阐释自己的宗教主张。拂多诞奉诏译成《摩尼光佛教法仪略》一书，希望借此使玄宗对摩尼教产生好感，获得在唐朝顺利传教的权利。
然而，摩尼教为了减小传播阻力，在翻译经典时借用佛教术语，称自己的教主摩尼为“摩尼光佛”，又在文中引用佛经证实老子、佛陀和摩尼分化三身的“三圣同一论”，因而次年被玄宗判定为“本是邪见，妄称佛教，诳惑黎元”而严加禁断。开元二十八年，玄宗下诏驱逐胡僧，进一步对摩尼教在华传教工作进行打击。
安史之乱后，摩尼教借助回鹘对唐朝的势力重新进入中原，得到了再度发展。回鹘牟羽可汗引兵进入中原，协助唐军进攻史朝义，史朝义放弃洛阳，逃亡河北，兵败被杀，安史之乱基本结束。牟羽可汗因对唐平乱有功，因而唐朝允许被回鹘支持的摩尼教徒在唐传教。九姓回鹘可汗碑记载，牟羽可汗在东都洛阳时接受了摩尼教，将四位摩尼教僧侣带回回鹘，传播二宗三际思想，不再信奉原有的萨满教，转而奉摩尼教为国教。摩尼教借助回鹘的政治实力，开始在中原地区广泛传播。唐代宗大历三年，敕准回鹘摩尼教徒建立摩尼教寺院“大云光明寺”。大历六年，摩尼教进一步在荆、扬、洪、越等地设置大云光明寺。唐憲宗元和二年（807年），再於河南、太原建摩尼寺二所，並派專員保護，自此以後，摩尼教寺滿佈中國境內。
根據《舊唐書》記載，长庆元年，回紇宰相下令摩尼教五百七十三人入朝一同迎接公主，可見其藉回紇與唐關係，勢力已延伸到政治層面。另外據《舊唐書》記，在元和八年（813年）宴歸國的回紇摩尼人，受令至中書見宰相，由此可見，摩尼教徒經常由回紇至唐，並得唐皇室禮待。除此之外，部份摩尼教徒也從事商業，據《舊唐書·回鶻傳》：「摩尼至高師，歲往來西市，商賈頗與囊橐為奸」。唐武宗會昌元年（841年），回紇被黠戛斯擊敗，國勢衰落，唐廷對回紇和摩尼教的態度立即改變，下令沒收摩尼教資產與書像等物。據《會昌一品集》載，武宗會昌三年（843年），回紇國勢衰落，從唐朝撤兵，要求唐室「安存摩尼」，但唐突改前態，下令禁江淮諸鎮的摩尼寺。會昌滅法時，摩尼教亦難逃其劫，《入唐求法巡禮行記》說：「會昌三年四月中旬，敕天下殺摩尼師，剃髮令著袈裟，作沙門形而殺之。」将摩尼教徒打扮成沙门的样子可能是为之后的灭佛运动制造声势。《僧史略》载：“会昌三年，敕天下摩尼寺并废入官。京城女摩尼七十二人死。及在此国回纥诸摩尼等，流配诸道，死者大半。”会昌五年，下诏进一步打击在华的景教、祆教以及摩尼教，强迫教徒还俗并递归本贯，外国人则驱逐出境。
摩尼教势力虽不如佛教强大，但借助回鹘力量传教，得以居三夷教之首。正因如此，回鹘破灭之时，摩尼教亦首当其冲遭受打击，先於祆教、景教被禁。當時，摩尼教流行的地區以西北、華北地區為主，在閩浙沿海地區，因與波斯等國有海路交往，摩尼教也有一定勢力。会昌法难时，大量摩尼教徒从帝国中心逃亡东南沿海。經會昌一劫，摩尼教再不能在社會公開傳教，轉而在民間秘密流传，並漸與其他宗教結合，歷五代兩宋仍不衰。自此與下層的鬥爭結合起來，成為農民起义的號召旗幟之一。

### 五代
五代後梁貞明六年（920年），毋乙、董乙，在陳州（今河南淮陽）依托佛教造反。这次叛乱在历史上长期被误认为是摩尼教发动。《旧五代史》记载：“陈州里俗之人，喜习左道，依浮图氏之教，自立一宗，号曰‘上乘’。不食荤茹，诱化庸民，揉杂淫秽，宵聚昼散。”宋代佛书《佛祖统纪》则载：“梁贞明六年，陈州末尼反，立毋乙为天子，朝廷发兵擒斩之。其徒以不茹荤饮酒，夜聚淫秽，画魔王踞坐，佛为洗足，云"佛止大乘，我乃上上乘。"欧阳修《新五代史》采旧五代史说法，亦称毋乙之乱为佛教。“而陈俗好淫祠左道，其学佛者，自立一法,号曰‘上乘’，昼夜伏聚，男女杂乱。”释赞宁《僧史略》则延续《佛祖统纪》说法，不仅诬毋乙之乱为摩尼教，而且将三夷教混为一谈，后世多受其误导。
在11世紀五十年代的大可汗王朝皈依伊斯兰教之後，高昌回鶻的摩尼教也逐漸消亡。13世紀後不再流行于天山南北的西域地区。

### 宋
宋代的摩尼教呈现分化趋势。一部分摩尼教依托道教进一步发展。早在唐代的《摩尼光佛教法仪略》中就曾引用《老子化胡经》论证老子、佛陀和摩尼为一身：“《老子化胡经》云：‘我乘自然光明道气，飞入西挪王界苏邻国中，示为太子。舍家入道，号曰摩尼。转大法轮，说经戒律定慧等法，乃至三际及二宗门。上从明界，下及幽途，所有众生，皆由此度。摩尼之后，年垂五九，我法当盛者。’”在道教势力兴盛的宋代，摩尼教依托道教的行为进一步深化。至道年间（995-997），怀安士人李廷裕于京城得摩尼像，摩尼教开始在福建传播。真宗朝，福建士人林世长取摩尼经进献，授守福州文学。摩尼教《二宗三际经》被编入道藏，置于亳州明道宫。大中祥符五年（1012），张君房以太清宫所藏唐代道藏为基础，又取苏州、越州、台州等地旧藏道藏，修成《大宋天宫宝藏》，其中包含了摩尼教《明使摩尼经》。近年来发现的霞浦文书显示霞浦明教先祖林瞪以道教“兴福真人”形象出现。浙江四明崇寿宫本为摩尼教寺院，后改为道教道观，其道士也认为摩尼是老子化身。
另一支摩尼教则流入民间，渐渐与民间秘密宗教相融合，成为宋代农民起义的指导思想。《宋会要辑稿》载：“宣和二年十一月四日臣僚言：温州等处狂悖之人，自称明教，号为行者。今来明教行者，各于所居乡村，建立屋宇，号为斋堂……聚集侍者、听者、姑婆、斋姊等人，建设道场，鼓扇愚民男女，夜聚晓散。明教之人，所念经文及绘画佛像，号曰《讫思经》、……《先意佛帧》、《夷数佛帧》……已上等经佛号，即于道释经藏并无明文。该载皆是妄诞妖怪之言，多引尔时明尊之事，与道释经文不同……”方勺在《泊宅编》中则将民间宗教异端统称为“食菜事魔、夜聚晓散”，宣和元年（1119年）的方腊之乱也是这些异端中的一支。此后南宋建炎四年（1130年）鍾相起義，元至正十年（1351年）“明王出世”的韓山童、劉福通起義，其思想中可能混有摩尼教成分。陸游《條對狀》載：時“妖幻之人”，名目繁多，“淮南謂之二襘子，兩浙謂之牟尼教，江東謂之四果，江西謂之金剛禪，福建謂之明教、揭諦齋之類。名號不一，明教尤盛。至有秀才、吏人、軍兵亦相傳習。其神號曰明使，又有肉佛、骨佛、血佛等號。白衣烏帽，所在成社。偽經妖像，至於刻版流布。”

### 元

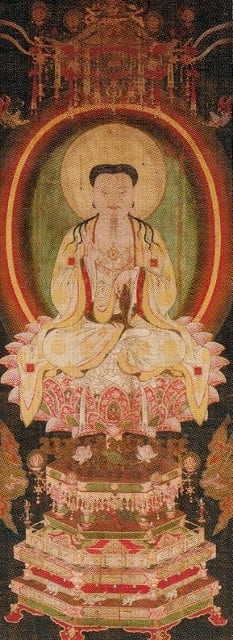
元末明初時期繪製的《摩尼像》絹畫掛軸，是中國南方沿海地區摩尼教徒用於宗教崇拜的聖像。

元代对于明教的态度较为宽容。马可·波罗在其游记中记述，他在福州城遇见了一群信仰不明的教徒，不拜偶像、不拜火、不信穆罕默德，看起来也不是基督徒。他们将这种信仰保持了八百年之久。在马可·波罗的推动下，经过一场激烈的辩论，大汗忽必烈承认了他们基督徒的身份。在整个福州，有七十多万户人家保持这种信仰。伯希和认为，他们的信仰与蒙古朝廷上的景教徒有着巨大差别，因此才需要辩论证实信仰。而且唐代景教主要为外国人所信奉，信徒不可能在元代还有七十万户之多，而且这些信徒不像基督徒、佛教徒那样有自己的管理机构，因此伯希和认为他们是摩尼教徒。20世纪50年代在泉州发现的一块也里可温主教碑记载：“管领江南诸路明教、秦教等，也里可温，马里失里门，阿必思古八，马里哈昔牙。皇庆二年，岁在癸丑八月十五日，帖迷答扫马等泣血谨志。”由此可见，在元代明教是合法存在的，由一位也里可温（基督教）主教兼管江南诸路明教和秦教（景教）。福建晋江草庵摩尼光佛雕像雕刻于至元五年，草庵石室本身也建于元代。建于南宋的选真寺、潜光院等寺庙在元代得到修缮，碑铭记载有众多平民在此时皈依了明教。
在元朝之前的摩尼教寺廟並不具有基督教或佛教寺院那種修道生活的意義，因為其僧侶除非生病，不得居住在裡面。元朝之後，摩尼教徒不再建立單個的教團，而是建起自己的寺院以居住僧侶和置放經書典籍。這樣一來便減弱了教士和俗民之間的聯繫，使摩尼教由一種外侵力變成一種吸引力。有了僧侶聚居隱修的寺院，摩尼教又成為一個坐而論道的宗教了，這使該教開始贏得好名聲。就在這個時期，有名儒家學者為了成為隱士而改宗了摩尼教。
流传入民间下层的摩尼教则进一步发展，最终与白莲教、弥勒教等秘密宗教相互结合，产生了元末的农民起义。

### 明
在元末的农民起义中，宗教异端发挥了极其重要的作用。韩山童等人以红巾裹头，以白莲教、弥勒教为旗帜，自称红巾军。朱元璋曾经加入其子“小明王”韩林儿的宋国为左副元帅，1364年封吴王，1368年滅元称帝，国号大明，年号洪武。朱元璋以宗教造反起家，深知民间异端的影响。洪武元年，他接受李善长的建议，下诏禁绝民间宗教异端，明教也在禁绝之列。“高帝幸汴，善长复留守，得颛杀生封拜焉。帝还，诏定封建诸王官属国邑及大赏平中原将士功有差。请置司农卿，于河南课耕垦。又请禁淫祀白莲社、明尊教、白云、巫觋、扶鸾、祷圣、书符呪水邪术。诏可。”洪武六年，朱元璋命刑部尚书刘惟谦等修订《大明律》。“凡师巫假降邪神，书符、咒水、扶鸾、祷圣，自号端公、太保、师婆，及妄称弥勒佛、白莲社、明尊教、白云众等会，一应左道异端之术、或隐藏图像，烧香集众，夜聚晓散，佯修善事，煽惑人民，为首者绞。为从者各杖一百，流三千里。”从此，作为民间地下宗教的明教渐趋消失，而作为地方宗教、不参与政治斗争的明教分支则得以传承。
吳晗認為明朝國號來源是承自明教。

### 現代
2008年，學者在福建省寧德市霞浦縣發現了數量可觀的科儀文書。這批數量巨大的文書長期保存在當地法師手中，作為民間宗教儀式之用。文書內容體現了摩尼教從唐代至明清的發展歷程，及明教在福建當地的傳播情況，內容駁雜，數量可觀，受到各界人士的重視并予以研究。

## 遗迹
當今世界摩尼教遺跡幾乎無存，福建福州台江區的浦西境福寿宫和泉州晋江市的草庵是仅存的摩尼教庙宇。19世紀以來在敦煌莫高窟、新疆吐魯番發現大批摩尼教文書，證明摩尼教在中國西北各地曾廣泛傳播。
中国社会科学院世界宗教研究所專家陳進國透過香港文匯報披露，在福建省寧德霞浦縣發現摩尼教遺跡、文物以及大量汉文文献资料（被称作“霞浦文书”），福建省考古部門將此列入2009年福建省10項重大考古發現之一。陳進國表示2009年他和宋代「明教門」關鍵性人物林瞪29代孫林鋆，共同發現霞浦縣上萬村「入明教門」的摩尼教遺跡及文物。遺蹟包括摩尼教寺院樂山堂遺址及大量摩尼教法器遺物、明代三佛塔、鹽田鄉飛路塔明教楹聯石刻、木刻摩尼光佛等文物，其中最為引人注目的是大量關於林瞪歷史生平的文獻記載。據報導，類似的文獻是首次在中國境內發現。
中国社科院考古所、世界宗教研究所等专家确认位于福建省福州市的浦西境福寿宫是明教寺庙遗址，庙里所藏的“明教文佛”也是全国迄今发现的唯一一尊明教佛像。

## 摩尼教与其他宗教的区分
摩尼教在創立的時候借鉴了基督教、瑣羅亞斯德教、佛教等宗教的诸多成分。在其信徒传教过程中，又常常将其伪装成其他宗教的一支以减小传播阻力，因此历史上很多时候难以将摩尼教与其他宗教区分开来。在西方，摩尼教有时被认为是基督教异端，在东方则被当做附佛外道。
20世纪以来，摩尼教与琐罗亚斯德教常常被混淆。敦煌出土的摩尼教经典《摩尼教残经一》在发现之初，以“波斯教”名之，因时人无法确定究竟是二者中哪一个的经典，而二者又同出波斯。摩尼教与琐罗亚斯德教的混淆由此开始。“波斯教”、“拜火教”之名，常用于不加区分地称呼这两种宗教。在金庸写作《倚天屠龙记》后，这种混淆更为严重。《倚天屠龙记》中的明教主要取材于以历史上的摩尼教-明教，又掺杂了琐罗亚斯德教拜火的特色，因此这种混淆借助小说的巨大影响力得以传播。

## 金庸
金庸武俠小說中，明教為波斯摩尼教的中原分支，是一個與元朝對立的門派。由於明教中人反抗政府與行事詭異，明教被稱為「魔教」。
據射鵰英雄傳書中所描述九陰真經之成書經過，明教在宋朝已經存在。當時宋廷同樣視明教為魔教，並派高手攻伐之。
而《倚天屠龍記》一書之故事主線均是圍繞明教與六大派之恩怨。明教教主陽頂天去世多年後，教主一職由張無忌接任，下有光明左使、光明右使、四大護教法王、五散人、五行旗、明教四门。以及從明教分裂出來的天鷹教，後來又併入明教。
故事後期明教組織義軍起義，韓山童、韓林兒、朱元璋、徐達、常遇春等元末民變的領袖也是明教教眾，最終義軍推翻元朝，而「明朝」名字由來也源自「明教」。
許多人認為金庸另一武俠小說《笑傲江湖》中的日月神教，因其同樣被江湖正派中人視為「魔教」而敵對攻訐，教門名稱「日月」又為明字之拆分，加上同樣內設左右光明使之職位（分別為向問天與東方不敗二人），因此與明教必有極深淵源，甚至可能是明教的傳續組織。然而除以上所述外，再無進一步的證據。

## 摩尼教學者
- 古樂慈
- 康高寶
- 馬小鶴
- 王媛媛

## 研究書目
- 林悟殊：《中古三夷教辨證》（北京：中華書局，2005）。
- 林悟殊：《摩尼教及其東漸》（北京：中華書局，1987）。
- 王煜：《世紀‧讀者來函：祅乃祆之誤》，《明報》2004年7月21日D4版。
- 林悟殊：《摩尼教華化補說》（蘭州：蘭州大學出版社，2014）。
- 馬小鶴：《摩尼教與古代西域史研究》（北京：中國人民大學出版社，2008）。